# Hästlidtjärnen (Örträsks socken, Lappland)
Hästlidtjärnen är en sjö i Lycksele kommun i Lappland och ingår i Öreälvens huvudavrinningsområde. Sjön har en area på 0,0591 kvadratkilometer och ligger 262 meter över havet. Hästlidtjärnen ligger i Öreälven Natura 2000-område.

## Delavrinningsområde
Hästlidtjärnen ingår i det delavrinningsområde (712719-165064) som SMHI kallar för Ovan Vajbäcken. Medelhöjden är 236 meter över havet och ytan är 20,64 kvadratkilometer. Räknas de 101 avrinningsområdena uppströms in blir den ackumulerade arean 1 618,2 kvadratkilometer. Avrinningsområdets utflöde Öreälven (Örån) mynnar i havet. Avrinningsområdet består mestadels av skog (86 procent). Avrinningsområdet har 0,06 kvadratkilometer vattenytor vilket ger det en sjöprocent på 0,3 procent.